# Йосиф Якобич
Йосиф Якобич е румънски генерал, участник в Първата и във Втората световна война.
От 1939 до началото на 1941 г. е командир на 4-та армия. Впоследствие е назначен от диктатора Антонеску за военен министър, отговорен за снабдяването на румънските войски в навечерието и в началната фаза на войната срещу Съветския съюз, в която Румъния влиза като съюзник на Нацистка Германия. От 14 септември 1941 г. поема отново командването на 4-та армия на мястото на генерал Николае Чуперка, който води неуспешно обсадата на Одеса. След малко повече от месец румънските войски под командването на Якобич успяват да превземат Одеса, изоставена от съветските войски. На 16 октомври Якобич сдава командването на армията. Междувременно, на 22 септември, той е назначен от Антонеску за началник на Генералния щаб на румънската армия. На тази си длъжност Якобич се противопоставя на исканията на Германия за изпращане на допълнителни румънски войски на Източния фронт. Под германски натиск през януари 1942 г. той е принуден да напусне Генералния щаб. Половин година по-късно (юли 1942 г.), в навечерието на битката при Сталинград, Якобич е уволнен от армията заедно с още над тридесет румънски висши офицери, които се противопоставят на продължаването на румънското участие в германо-съветската война.
След края на войната, Якобич е арестуван на два пъти от властите (през 1946 и през 1948 г.). През 1949 г. е осъден на доживотен затвор. Умира като затворник три години по-късно.